# Гуидо де Марко
Вижте пояснителната страница за други личности с името Гуидо.
Гуидо де Марко (на малтийски: Guido de Marco) е малтийски политик.

## Биография
Роден е на 22 юли 1931 година във Валета, столицата на Малта. Завършва Кралския университет на Малта (1953) със степен бакалавър по философия, икономика и италиански език и със степен доктор по право (1955).
Работи във Върховния съд на Малта от 1956 г. Става професор по наказателно право в Университета на Малта през 1967 г.
Член е на парламента на страната от Националистическата партия от април 1966 г. Той е генерален секретар (1972 – 1977) и заместник-председател (1977 – 1999) на Националистическата партия.
В периодите е 1987 – 1996 и 1998 – 1999 г. е заместник министър-председател на Малта. Едновременно заема важни министерски постове:
- 1987 – 1990 г.: министър на правосъдието и министър на вътрешните работи,
- 1990 – 1996 г.: министър на правосъдието и министър на външните работи,
- 1998 – 1999 г.: министър на външните работи.

През 1990 – 1991 г. е председател на Общото събрание на ООН. От 1999 до 2004 година е президент на Малта.
По време на посещение в България през 2001 година оцелява в тежка пътна катастрофа край Мурсалево. Награден е с орден „Стара планина“ през 2001 г.
Гуидо де Марко умира на 12 август 2010 година в Мсида.